# Hamadryas (planta)
Hamadryas es un género con nueve especies de plantas de flores perteneciente a la familia Ranunculaceae. 

## Especies seleccionadas
- Hamadryas andicola
- Hamadryas argentea
- Hamadryas delfini
- Hamadryas delphinium
- Hamadryas kingii
- Hamadryas magellanica
- Hamadryas paniculata
- Hamadryas sempervivoides
- Hamadryas tomentosa